# 特特什
特特特什，是匈牙利巴兰尼亚州所辖的一个村。总面积22.99平方公里，总人口584，人口密度25.4人/平方公里（2011年1月1日）。